# Great Britain
Pour les articles homonymes, voir Grande-Bretagne.
Le SS Great Britain est un paquebot à vapeur britannique de 3 300 tonnes, construit par l'ingénieur Isambard Kingdom Brunel en 1843. Il s'agit du premier navire de haute mer doté d'une coque de fer et d'une propulsion à hélice. Il est conservé dans le port de Bristol, où il est l'une des attractions touristiques les plus prisées. 

## Aspects techniques
Comme l'indique son acronyme "SS" pour "Steamer Ship", ce navire est principalement mû grâce à la vapeur. 
Les machines à vapeur marines de l'époque étaient à rotation lente et à cylindres horizontaux, pour abaisser le centre de gravité du navire et améliorer sa stabilité. Elles convenaient bien aux régimes de rotation des roues à aubes mais beaucoup moins à la propulsion par hélice.
Isambard Brunel dut recourir à un système de surmultiplication par engrenages en bois avec des dents en gaïac, ainsi qu'une chaîne à denture interne.
Il transportait 120 passagers de première classe dont 26 passagers en cabines simples, 132 passagers de 2e classe et 130 officiers et membres de l'équipage. L'ajout d'un pont supplémentaire fit ensuite passer le nombre de passagers à 730.

## Histoire
Quand il fut lancé, en 1843, il était le plus grand navire à flot. 
Il mit 14 jours pour traverser l'Atlantique, soit un jour de moins que le Great Western.
En 1882, le navire est converti en voilier et destiné au transport de charbon. Il est racheté par la Falkland Islands Company et est alors utilisé pour le stockage de charbon. En 1937, devenu trop dangereux, il est remorqué jusqu'à Sparrow Cove, une baie située près de Port William, et est abandonné sur place, la coque percée. 

## Retour à Bristol
En 1970, l'architecte naval Ewan Corlett organise le renflouage et le sauvetage du navire échoué. La coque, montée sur un énorme ponton submersible, est remorquée d'abord jusqu'à Montevideo, puis traverse l'océan Atlantique jusqu'à Barry Docks, à l'est de Cardiff. La coque ayant subi des réparations de grande envergure, le bateau est remis à l'eau et remonte la rivière de l'Avon jusqu'à Bristol. Cette remontée, largement couverte par les médias, attire une foule nombreuse le long de la rivière. Le passage du navire sous le pont suspendu de Clifton, un autre ouvrage de Brunel, est particulièrement médiatisé. Le reportage "The great iron ship", réalisé par BBC chronicle, revient sur le sauvetage.  
À l'issue de ce voyage, le navire rejoint la forme de radoub dans laquelle il a été construit 127 ans auparavant.  

## Restauration

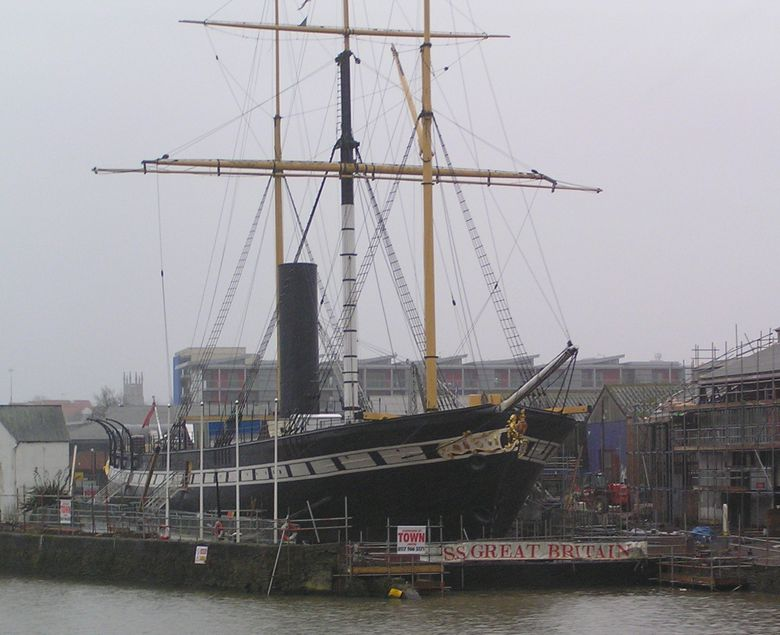
Le Great Britain, conservé dans sa forme de radoub (cale sèche) d'origine, à Bristol.

1984, l'American Society of Mechanical Engineers classe le navire comme International Historic Engineering Landmark (en).
Il était au départ prévu de restaurer le navire dans son état original de 1843. Mais face à la dégradation des matériaux originaux, leur conservation devient une priorité. Dans la muséographie actuelle, le bas de la coque, sous une ligne de flottaison matérialisée par un plancher en verre, est conservé dans une atmosphère à faible taux d'humidité, afin de préserver le fer original de la coque de la rouille. Au-dessus de la ligne de flottaison, le navire est exposé à l'air libre, et les parties métalliques sont protégées par de la peinture.  

## Le navire-musée
Le navire se visite depuis 2005, et fait partie intégrante d'un musée comprenant plusieurs parties : 
- les docks : reconstitution historique avec présentation des métiers de la construction navale,
- la cale sèche, avec accès à la partie inférieure de la coque,
- une section muséale consacrée à l'histoire du navire, avec de nombreux dispositifs interactifs,
- le pont : activité d'escalade des haubans
- intérieur du navire : reconstitution historique de la vie quotidienne à bord, avec des mannequins en cire,
- une section consacrée à l'ingénieur Isambard Brunel.